# 三徳山

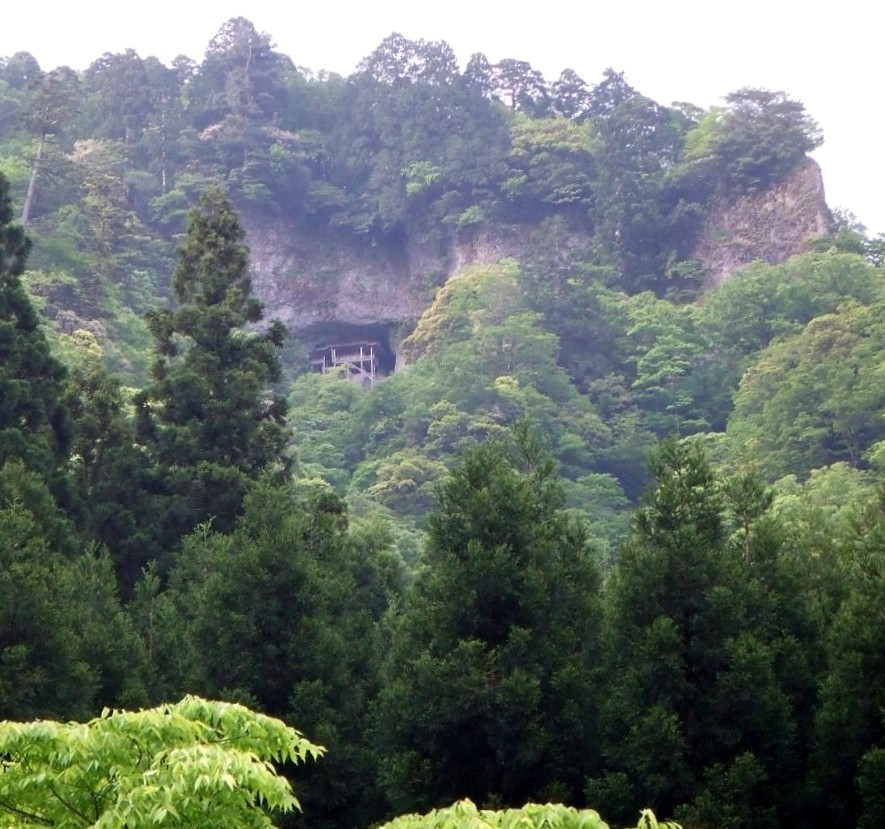
投入堂の遥拝所より

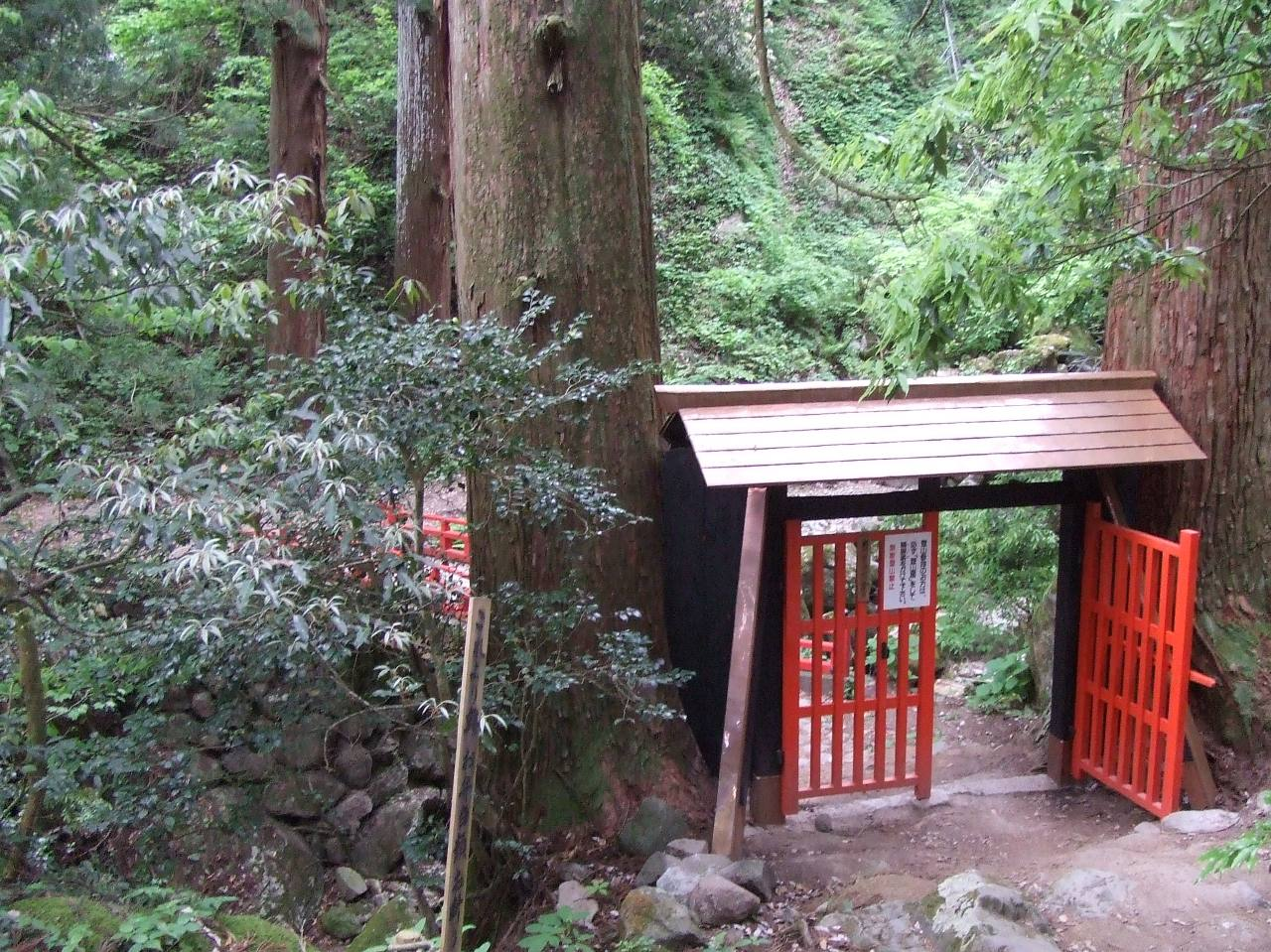
登山口とその先にある宿入橋

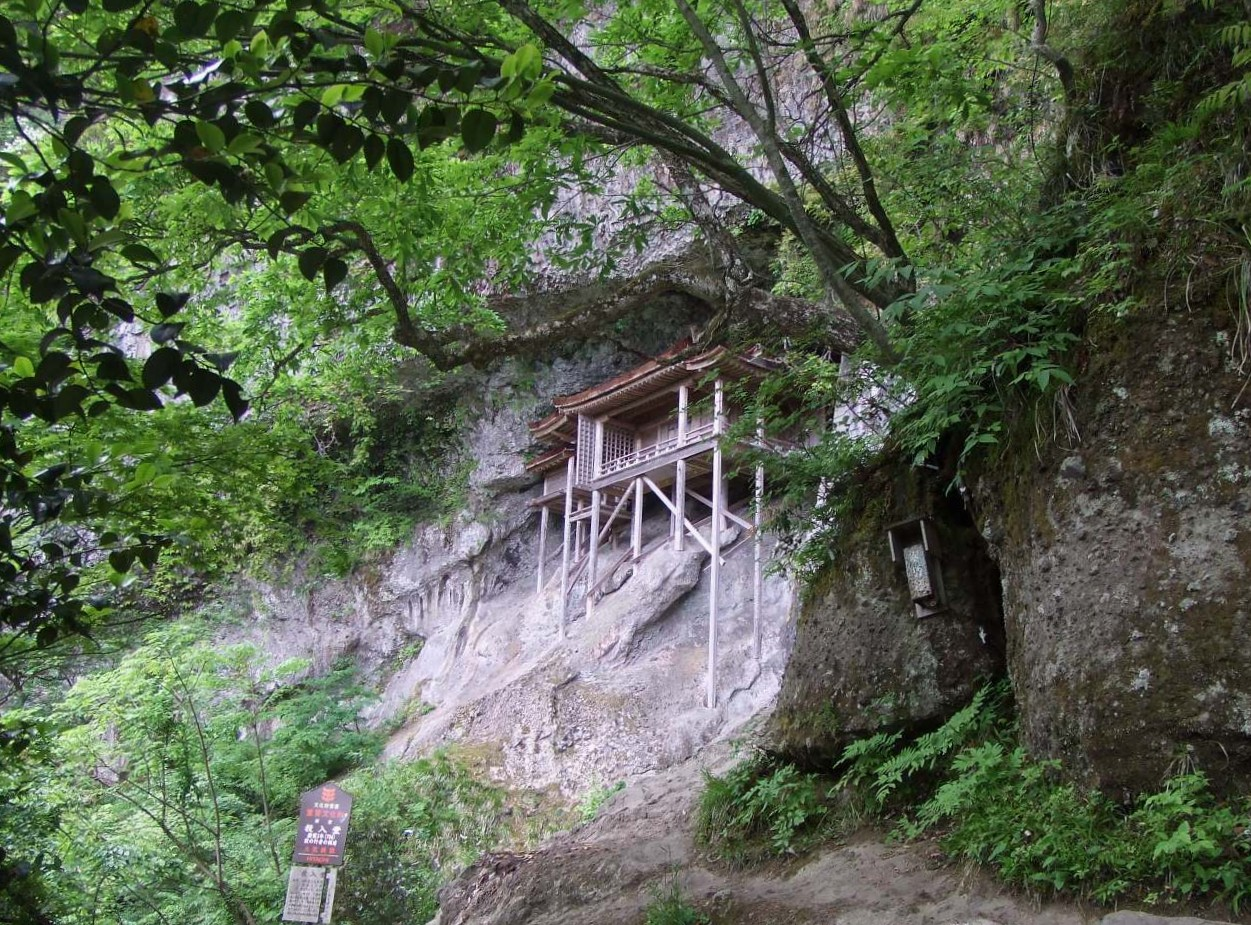
一般人が行ける最高地点

三徳山（みとくさん）は、鳥取県東伯郡三朝町にある山である。標高899.6メートル。706年に役行者により修験の霊地と定められたと伝わる。山名は蔵王・子守・勝手の三所権現を山内に祀り「福徳」「智徳」「寿徳」の３つの徳が授かる山の由来と、「法身（美しい）」「般若（にごりのない）」「解脱（働きのある心）」の3つの徳に由来する。麓には国宝投入堂を有する三徳山三佛寺が存在する。
三徳山全域が三徳山三仏寺（天台宗）の境内となっており、投入堂（なげいれどう）の通称で広く知られる奥院の建物は、中腹の断崖に浮かぶように建てられた他に類を見ない建築物で、国宝に指定されている。全山が国の名勝・史跡に指定されている。世界遺産に推薦を申請したが、継続審議となった。
2014年には、区域300haが大山隠岐国立公園区域に編入された。
また、2015年に「三徳山・三朝温泉」が「日本遺産」の第一号として認定された。
マスコットキャラクターにみとちゃんがいる。

## 成因・地質
新生代第三紀にあたる約130万年前に、基盤の花崗岩層や小鹿凝灰角礫岩層・投入堂凝灰角礫岩層から噴出した火山である。山体は流動性の大きい輝石安山岩からなる。長い年月にわたって風雨による浸食を受けているが、頂上から標高600メートル地点までは、原地形と思われる緩斜面が残っている。南側斜面には、浸食によって生じた40から60メートルに及ぶ険しい断崖が発達している。
三仏寺の堂宇である文殊堂・地蔵堂・鐘楼堂は凝灰角礫岩層の断崖上に、納経堂・観音堂・元結掛堂・投入堂は、凝灰角礫岩層と三徳山安山岩の境目に浸食によって生じた岩窟・断崖上に建てられている。特に投入堂は、下部層である凝灰角礫岩層と上部層である安山岩層の選択浸食によって生じた断崖を、見事に利用して建てられている。安山岩には柱状節理が発達し、溶岩の流下した方向を目でたどることができる。
三徳山からは垢離取川と名のないもう1本の谷川が流れており、不動滝・真蛇滝・龍徳院滝の3つの滝が山中にある。ただし滝は深い原生林の中にあるため、近づくことはできない。

## 自然
登山道は中腹にあたる投入堂までの1本のみであり、全山が人跡未踏の原生林に覆われているため、貴重な植物相が見られる。また寒暖両地方の植物が入り交じって見られる。
三仏寺まではヤブツバキが多い。標高300メートル地点の文殊堂のあたりからはブナの大木が目立つようになる。標高450メートル地点の投入堂から上には、アカマツ、アカガシ、ソヨゴなどが見られる。三徳山では、通常はブナ林の下位に位置するアカマツ・アカガシなどがブナ林の上位に位置し、植物相が逆転している。これは山麓の三徳川・垢離取川が作る深い谷から来る冷気の影響で、低地の方が気温が低いために生じる現象と見られている。したがって秋の紅葉も、三徳山では山の下方から始まり、次第に上方へと移っていく。三徳山の南側にある景勝地・小鹿渓でも、同様な植物相の逆転現象が見られる。
三徳山で見られる珍しい植物としては、着生植物のシシンラン、ミトクナデシコ（固有種）、ツクシシャクナゲ、ウンゼンマンネングサ、ハナミョウガなどが見られる。ただこれらの植物は、近年の登山客の増加によってめっきり少なくなってしまった。
大型鳥獣は多くない。鳥類では、三徳川・垢離取川ではカワガラス、キセキレイが見られる。林にはカケス、コゲラ、アカゲラ、アオゲラなどが見られる。メジロ、ヤマガラ、シジュウカラ、コガラ、エナガ、ヒガラ、キクイタダキなどは、群れを作って現れることもある。
陸貝、昆虫類は豊富であるが、本格的な研究はなされていない。

## 登山
三仏寺本堂裏手に登山口があり、投入堂まで全長約900メートル、高低差は約200メートルの参拝登山道があるが、山頂までは登れない。三仏寺の境内であり、入山料が必要。危険な箇所が多く、死亡を含む滑落事故も何度か発生している。